# Ван Дронгелен, Рик
Рик ван Дронгелен (нидерл. Rick van Drongelen; род. 20 декабря 1998, Тернёзен, Зеландия) — нидерландский футболист, защитник клуба «Самсунспор».

## Клубная карьера
4 декабря 2015 года дебютировал в составе «Спарты» в Эрстедивизи поединком против «Волендама», выйдя на замену на 90-й минуте вместо Томаса Верхара. Всего в дебютном сезоне провёл 15 встреч, в 13 из них выходил в стартовом составе, забил один мяч. Помог клубу выиграть чемпионат и вернуться в высший дивизион.
В июне 2016 года подписал с клубом контракт сроком на три года, до лета 2019 года. 7 августа 2016 года Рик дебютировал в Эредивизи поединком против «Аякса», выйдя в стартовом составе и проведя на поле весь матч.
3 августа 2017 года стало известно, что ван Дронгелен подписал пятилетний контракт с «Гамбургом».

## Карьера в сборной
Выступал за юношеские сборные Нидерландов до 17 и 19 лет. Принимал участие в чемпионате Европы 2015 среди юношей до 17 лет, сыграл на турнире во всех трёх матчах. Также принимал участие в отборочных встречах к чемпионату Европы 2016 среди юношей до 19 лет и чемпионату Европы 2017 среди юношей до 19 лет, однако в окончательный состав сборной не попал.